# Коваленко, Анна Николаевна
Анна Николаевна Коваленко (укр. Анна Миколаївна Коваленко; род. 5 мая 1991 года, Буча, Киевская область) — украинский общественный деятель, журналист. Народный депутат Украины IX созыва.
С 4 сентября 2019 по 22 апреля 2020 года — заместитель руководителя Офиса президента Украины. Заместитель министра развития общин и территорий Украины с 24 апреля по 19 октября 2020 года. С 13 октября 2020 по 4 августа 2021 года возглавляла Черниговскую областную государственную администрацию.

## Биография

### Образование
С 2008 по 2013 год она проходила обучение в Киевском национальном университете театра, кино и телевидения имени И. К. Карпенко-Карого (магистр театроведения). С 2017 года — аспирант Национальной академии государственного управления при президенте Украины (специальность «Публичное управление»).
Прослушала курс «Военное командование и гуманитарное право» Женевского центра политики безопасности (GCSP) в Женеве, Швейцария.

### Трудовая деятельность
С 2008 по 2013 год — журналист ТРК «Радио Эра» и телеканала «СТБ». С 2009 года была заместителем директора по связям с общественностью Издательского дома «Антиквар».
В 2010 году работала на должности исполнительного директора ОО «Ассоциация Европейских Журналистов. Украинская секция».
С 2013 по 2014 год — сотник 39-й женской сотни Самообороны Майдана. С 2014 по 2015 год Коваленко работала советником министра обороны и занимала должность советника министра информационной политики.
С 2015 года — координатор ОО «Антикоррупционное движение Украины».
Руководила проектом «Стратегическое лидерство: система безопасности и обороны Украины» в Киево-Могилянской бизнес-школе (KMBS). Работала экспертом Института Джорджа Кеннана, Wilson Center (Вашингтон, США). Советник председателя Государственной службы специальной связи и защиты информации.
Консультант парламентского Комитета по вопросам обороны и безопасности. Член клуба дипломатического представительства офиса связи НАТО в Украине «Женщины во главе реформ». Была членом комитета, ответственного за восстановление теле- и радиовещания на территории проведения АТО.

## Политическая деятельность
В 2014 году — кандидат в народные депутаты от избирательного округа № 206 (Черниговская область). Беспартийная.
Кандидат в народные депутаты от партии «Слуга народа» на парламентских выборах 2019 года, № 35 в списке. На время выборов: физическое лицо-предприниматель, беспартийная. Проживает в городе Буча Киевской области.
Член Комитета Верховной Рады по вопросам социальной политики и защиты прав ветеранов.

## Награды
Приказом министра МВД была награждена боевым оружием — пистолетом «Форт-17».